# Autofahrer-Rundfunk-Informationssystem
Pour les articles homonymes, voir ARI.
Autofahrer-Rundfunk-Informationssystem (ARI) était un système de signalisation de la diffusion d'informations routières sur la radio FM, utilisé par les radios du réseau allemand ARD à partir de 1974. Développé conjointement par l'IRT et Blaupunkt, il indiquait la présence d'informations trafic par la modulation d'une sous-porteuse à 57 kHz du signal de la station.
Le Radio data system (RDS), plus récent qu'ARI, a au départ été conçu pour permettre une diffusion simultanée des signaux RDS et ARI par une même station. Cependant, RDS a repris, en les complétant grandement, toutes les fonctionnalités d'ARI, si bien qu'il a rendu ce dernier obsolète. ARD a arrêté la diffusion des signaux ARI le 1er mars 2005.

## Description fonctionnelle

### Vue d'ensemble
ARI repose sur l'émission de trois signaux :
- Le signal SK (Senderkennung, identification de l'émetteur) indique qu'une station émet des informations trafic et utilise le système ARI.
- Le signal BK (Bereichskennung, identification de la zone) précise quelle zone géographique est concernée par les informations trafic de la station.
- Le signal DK (Durchsagekennung, identification d'annonce) indique qu'une annonce routière est en cours de diffusion.

Une station émet donc en permanence les signaux SK et BK (identification d'un émetteur d'informations trafic pour une certaine zone géographique), et lors de la diffusion d'une annonce routière il émet en plus le signal DK.

### Signal SK
Le signal SK consiste simplement en la sous-porteuse à 57 kHz qui est émise par les stations équipées de l'ARI. Cette fréquence, qui a été ensuite reprise par le RDS, a été choisie car il s'agit du second harmonique du signal pilote à 19 kHz utilisé dans le standard de FM stéréo.
Les radios compatibles ARI allumaient un voyant lorsque cette fonction était disponible. La plupart des radios utilisaient de plus cette fonction pour aider les utilisateurs à rechercher des émissions avec ARI. Dans le système RDS, cette fonctionnalité a été reprise par le signal TP.
La méthode la plus simple pour réaliser cette fonction sur un récepteur à accord analogique consistait à ajouter un interrupteur marqué SDK ou VF. Lorsque le bouton était enclenché, la radio coupait le son si elle n'était pas accordée sur une station qui transmettait le signal SK.
Sur un récepteur à réglage numérique des stations, il y avait en général un mode « recherche ARI » dans lequel la radio recherchait une radio diffusant ARI dès qu'elle perdait la réception de la station ARI actuellement reçue.

### Signal DK
Cette fonction, qui correspond à la fonction TA du RDS, était déclenchée depuis les studios de la station, à chaque diffusion du jingle des informations trafic. Cela se traduisait par la modulation en amplitude de la sous-porteuse ARI à 57 kHz par un signal de 125 Hz.
Une radio qui disposait d'un interrupteur DK, souvent lié à un interrupteur SDK ou VF, se mettait en mode « priorité trafic » lorsqu'il était enclenché. Elle surveillait ce signal, et sortait du mode silencieux, ou bien arrêtait la lecture d'une cassette ou d'un CD, pour diffuser l'annonce à un volume fixé, lorsque le signal DK était reçu.
Il existait un moyen d'arrêter la diffusion d'un tel message si le conducteur ne souhaitait pas poursuivre l'écoute, mais les conducteurs ne comprenaient souvent pas bien la procédure. De plus, sur le matériel bas de gamme, il était difficile d'utiliser le commutateur mécanique du système ARI rien que pour interrompre la diffusion d'une annonce particulière.
Pour le déclenchement dynamique du signal DK lors de la diffusion des annonces routières, il n'existait pas en général de liaison de données spécialisée entre les studios et les émetteurs. Les stations utilisaient donc un signal acoustique particulier, qui à la fois faisait office de jingle pour les infos trafic, et était détecté par les émetteurs pour enclencher le signal DK (signalisation dite in-band). Ce signal porte le nom de Hinz-Triller. Il s'agit d'une porteuse à 2 350 Hz, modulée en fréquence par un signal à 123 Hz. En 2010, bien qu'il n'ait plus d'utilité technique, il continue à être utilisé en tant que jingle.

### Signal BK
Cette fonction se fondait sur la modulation en amplitude de la sous-porteuse à 57 kHz par une tonalité parmi six. Les tonalités, nommées A, B, C, D, E et F, correspondaient grossièrement à six zones de radiodiffusion en Allemagne. Seuls les autoradios haut de gamme disposaient de cette fonction. Au lieu de disposer d'un simple voyant SK, ils affichaient la zone dans laquelle le véhicule se trouvait lors de la réception de stations ARI. De plus, l'utilisateur pouvait contrôler plus finement le comportement de la recherche de stations ARI en fonction de la zone courante, d'une zone de son choix, ou d'une zone voisine.
Les fréquences utilisées étaient les suivantes :
| Code BK | Fréquence   |
| ------- | ----------- |
| A       | 23,750 0 Hz |
| B       | 28,273 8 Hz |
| C       | 34,926 5 Hz |
| D       | 39,583 3 Hz |
| E       | 45,673 1 Hz |
| F       | 53,977 3 Hz |

## Déploiement hors d'Allemagne
Les chaînes de la Société suisse de radiodiffusion et télévision diffusent les signaux ARI.
ARI a été diffusé en Autriche jusqu'au 19 mai 2008.
Blaupunkt a tenté de déployer ARI aux États-Unis à partir de 1982 en gagnant le soutien de quelques radios FM dans de grandes villes, mais les auditeurs n'ont pas suivi. De plus, un seul fabricant a diffusé des autoradios ARI sur le marché américain. Il y a eu des discussions visant à encourager d'autres fabricants à vendre des autoradios ARI aux États-Unis, mais cela n'a pas été suivi d'actions, même lorsque différentes marques ont fourni des autoradios ARI en Allemagne.